# Hypercompe icasia
Hypercompe icasia là một loài bướm đêm thuộc phân họ Arctiinae, họ Erebidae.